# اینگو آبل

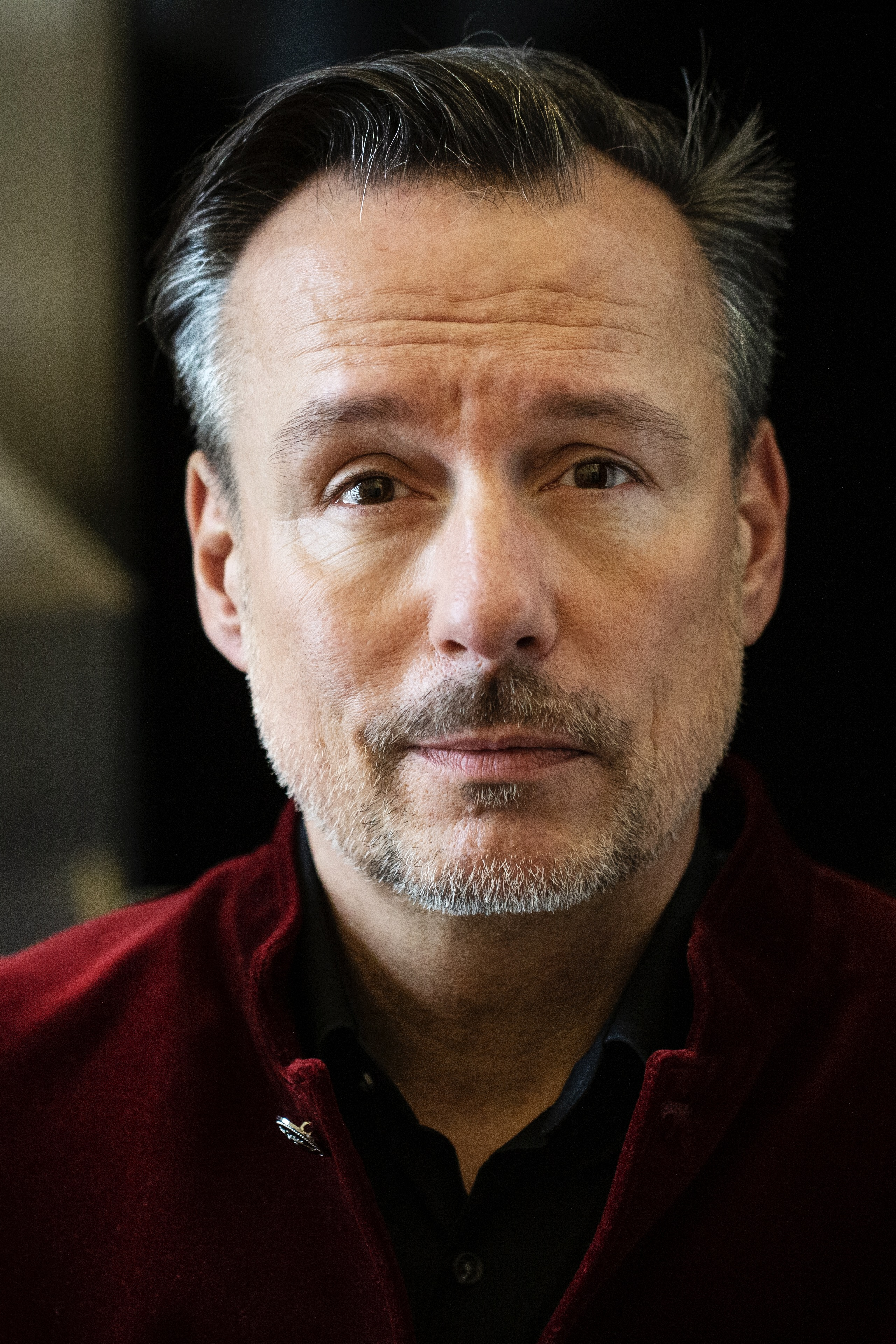
اینگو آبل

اینگو آبل (زاده ۱۶ دسامبر ۱۹۶۶ در هانوفر) بازیگر و گوینده آلمانی است.

## زندگی
آبل در هانوفر پرورش یافت، جایی که در کودکی در نمایش‌های کلاسیک در تئاتر دولتی هانوفر بازی کرد. پس از فارغ‌التحصیلی از دبیرستان از سال ۱۹۸۹ تا ۱۹۹۲ در مدرسه استیج هامبورگ در رشته موسیقی و بازیگری تحصیل کرد. او شروع کار خود را به عنوان یک سخنگو برای تبلیغات و تلویزیون آغاز نمود.
صدای آبل بیشتر از برنامه تلویزیونی براوو و گزارش‌های تلویزیون اشپیگل شناخته می‌شود. صدای او اغلب در گزارش‌ها و برنامه‌های مستند شنیده می‌شود. آبل از سال ۲۰۰۹ مجری ایستگاه رادیویی آنتن ام.وی. بوده‌است. او همچنین در نمایشنامه‌های رادیویی ایفای نقش کرده و چندین کتاب صوتی ضبط کرده‌است. او در سال ۲۰۰۲ برای گویندگ کتاب لبخند در پای نردبان اثر هنری میلر نامزد دریافت جایزه شد.

## فیلم‌شناسی (انتخابی)
- ۲۰۲۱: آلیس در سرزمین کریسمس (فیلم تلویزیونی)